# Lavičky AD-Net

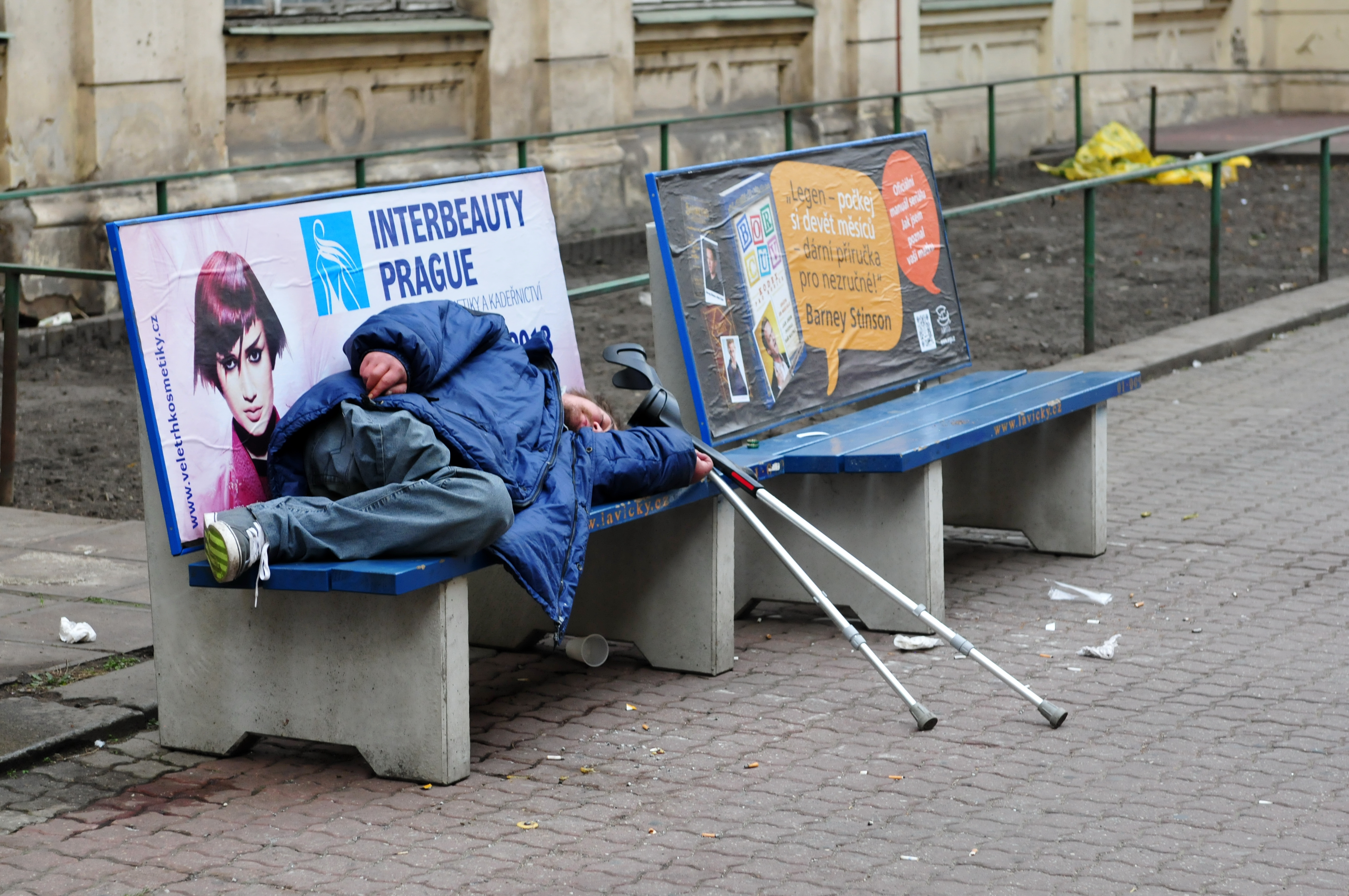
Lavičky sítě AD-Net v Praze u Masarykova nádraží, 2013

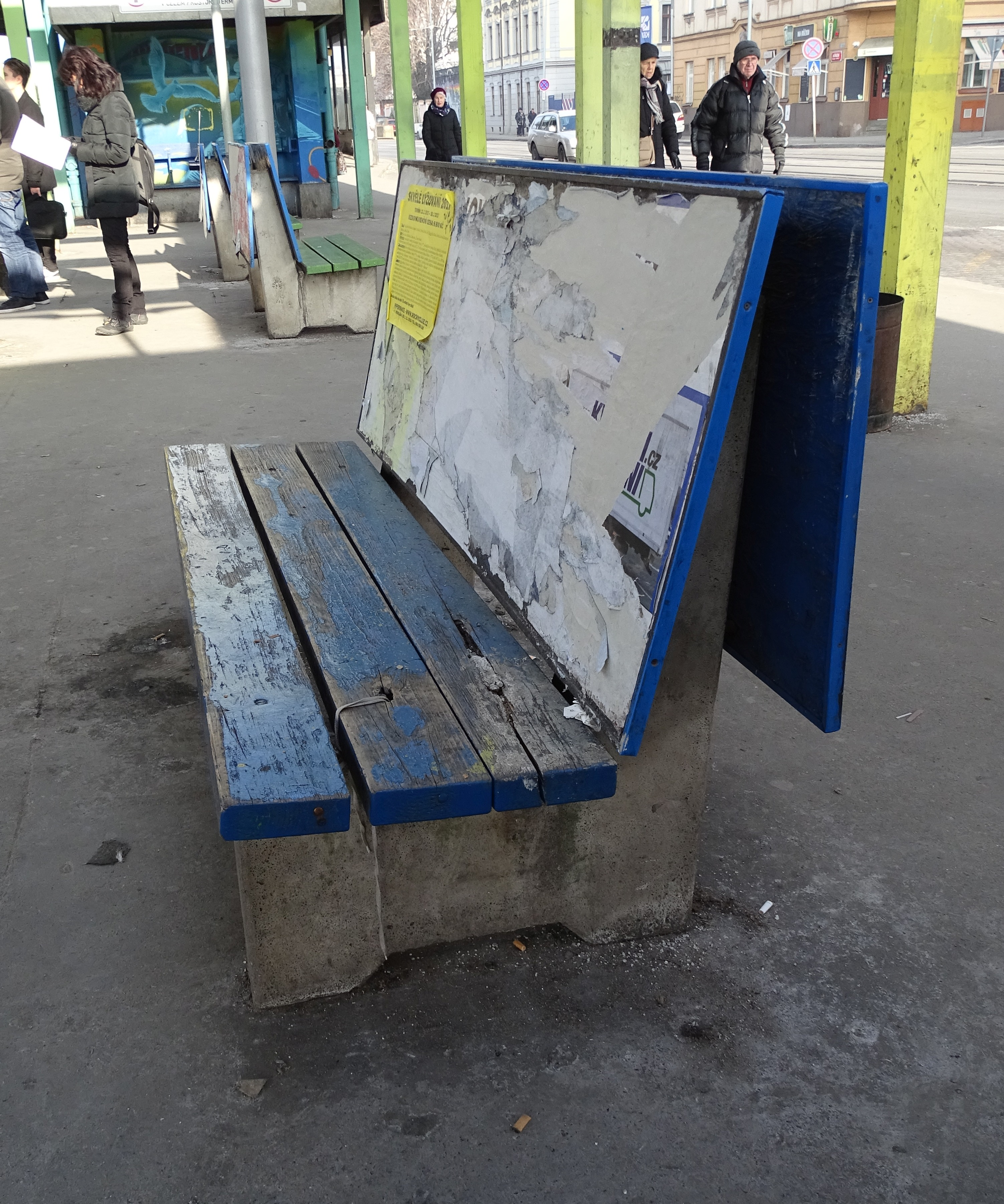
Lavičky s oboustrannou reklamou v pražském autobusovém terminálu Smíchovské nádraží, 2017

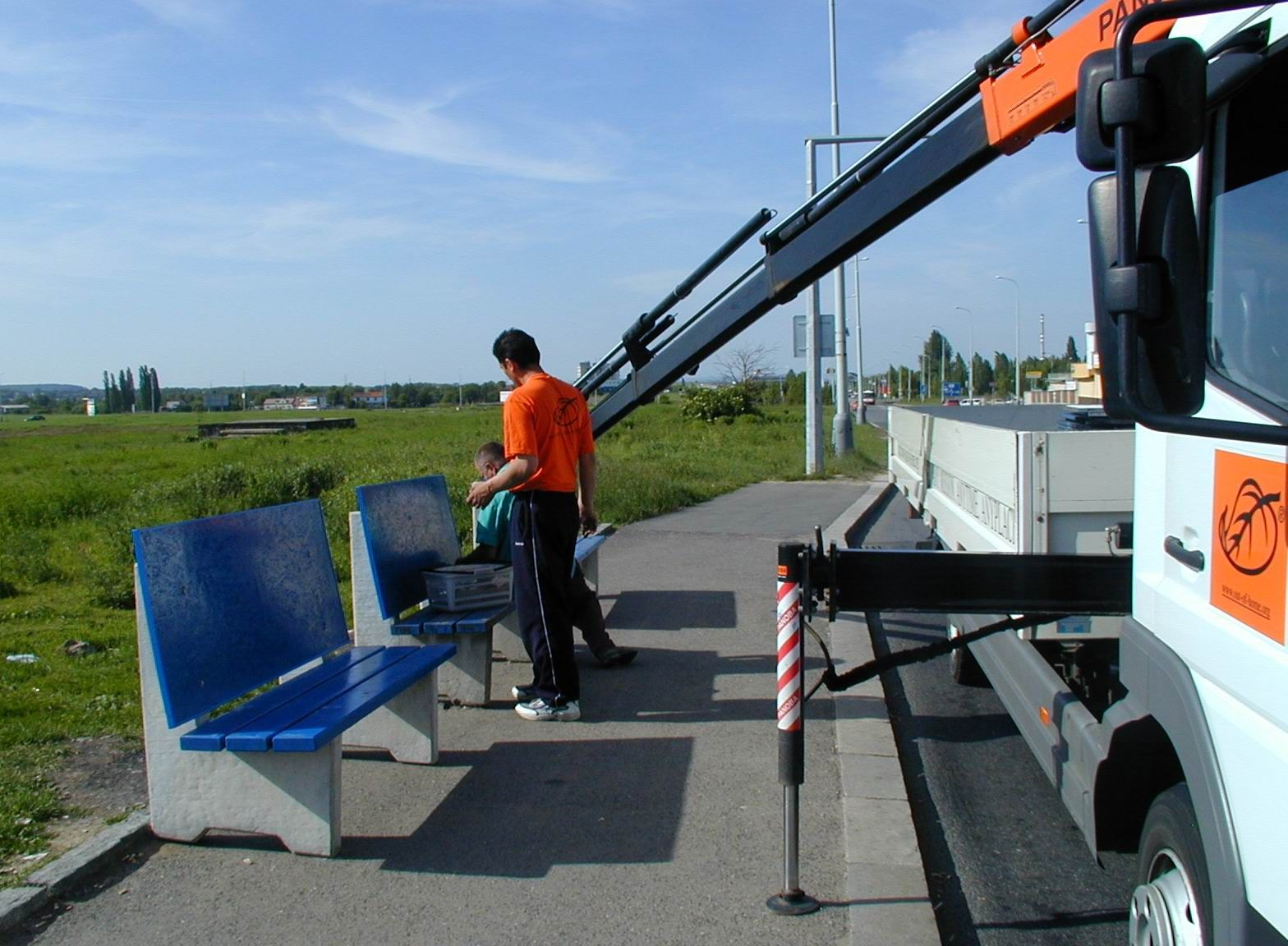
Údržba laviček v Praze-Letňanech, 2003

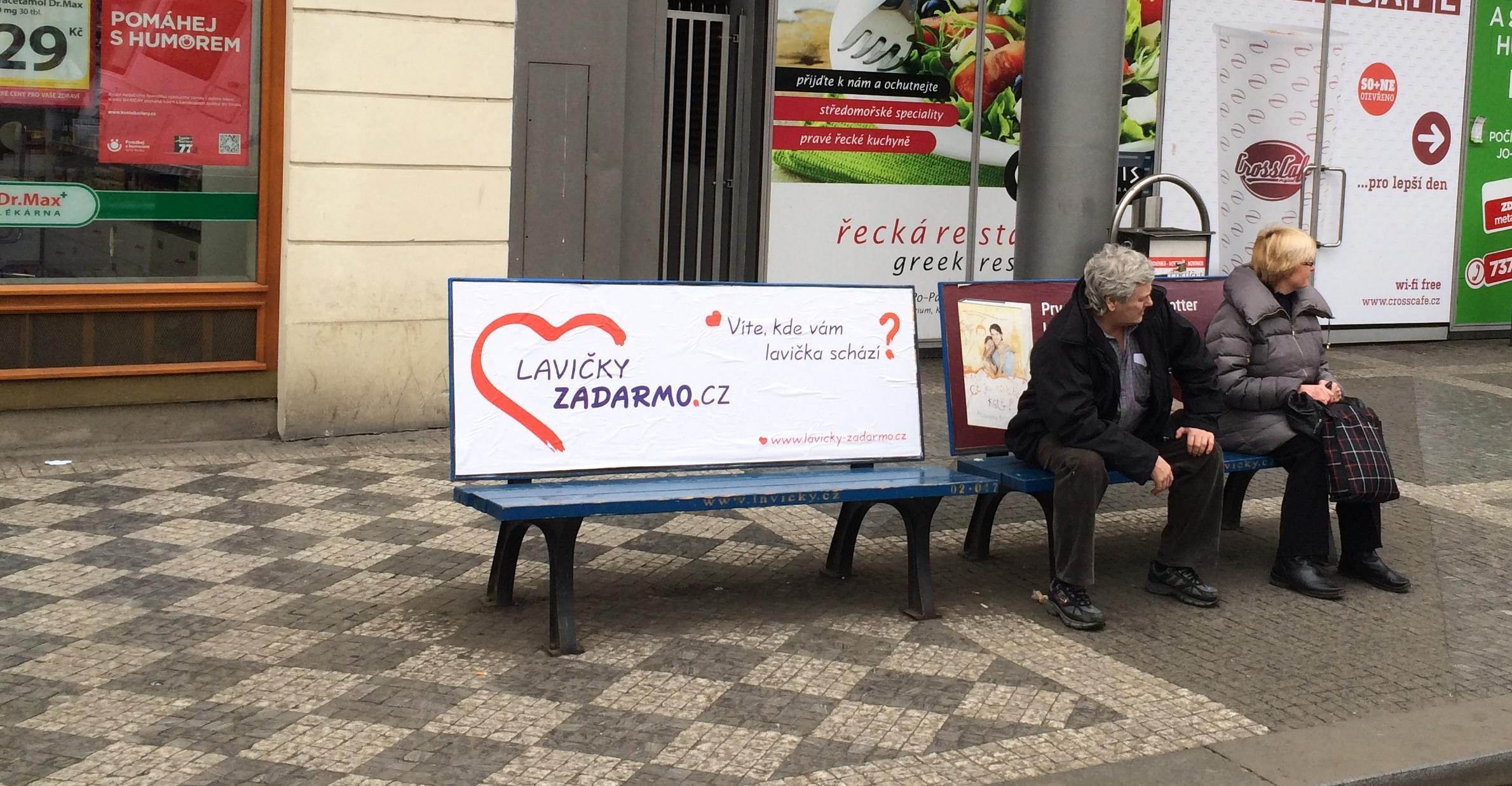
Litinová verze laviček na Karlově náměstí v Praze

Lavičky AD-Net či Lavičky zadarmo je projekt, kterým Dušan Harok a později jeho pražská společnost AD-Net, spol. s r.o. prosazuje od roku 1996 v prostředí České republiky fenomén bezplatného umisťování reklamních nosičů v podobě lavičky na veřejná prostranství. Umisťovány jsou nejčastěji na základě smluv s obcemi nebo městskými obvody či částmi, popřípadě jinými subjekty (například správcem Výstaviště Praha). Tyto lavičky jsou umisťovány zejména na zastávkách MHD, náměstích a dalších místech s vysokou koncentrací lidí. Podle informací dostupných o jednotlivých smlouvách (Ústí nad Labem, Praha 8, RailReklam) standardně AD-Net platí smluvnímu partnerovi 1 Kč na lavičku a den, přičemž určitý podíl reklamních ploch ponechá k využití partnerovi.

## Historie
Společnost AD-Net, spol. s r.o. působí na českém trhu podle tvrzení na svém webu od roku 1996. Dušan Harok podle Živnostenského rejstříku měl mimo jiné od 27. 3. 1996 registrovanou reklamní činnost a od 1. 6. 1998 „montáž laviček“, tyto živnosti mu zanikly k 30. 6. 2008. Společnost AD-Net, spol. s r.o. byla do obchodního rejstříku zapsána 9. března 2000, kdy byl jako jediný společník zapsán Dušan Harok, k 9. únoru 2011 byla společnost přepsána na firmu DRAGON BAY HOLDINGS CZ, a.s. DRAGON BAY HOLDINGS CZ, a.s. byla zapsána 29. září 2010 pod názvem Spaces Great a.s., svůj nynější název nese od 5. 1. 2011. Od 29. září 2010 je její vlastictví dáno 10 akciemi na majitele, které byly v roce 2015 nahrazeny akciemi na jméno (do 5. 1. 2011 byla jediným akcionářem EASY SUPPORT, s.r.o.). Předsedou představenstva byl od 15. června 2011 Dušan Harok, od 30. března 2015 je jediným členem představenstva.
Od roku 2009 lavičky vyrábí a provozuje na základě licence od společnosti AD-Net nová společnost LAVIČKY-ZADARMO.CZ, s.r.o. Tato společnost byla zapsána 9. září 2009 a jejím jediným společníkem byla Věra Hrdličková. Od 9. února 2011 je jediným společníkem DRAGON BAY HOLDINGS CZ, a.s., která ke stejnému datu získala i společnost AD-Net.
První lavičky byly umístěny na podzim 1996 na Smíchově pro městskou část Praha 5. Podle analýzy IPR byly první tyto lavičky umisťovány v Praze až v roce 2003. V Praze toto řešení volí zejména některé městské části, v parcích a lesích ve správě města umisťovány nejsou. Moravská Třebová oznámila v roce 2012 umístění pouhých čtyř laviček tohoto typu samostatnou zprávou, podle níž se „připojila k řadě měst a obcí, v nichž se objevil nový fenomén – lavičky zadarmo“. Město si vyjednalo podmínku, že jednu ze čtyř laviček může využívat pro svou vlastní propagaci.
15. prosince 2010 společnost AD-Net oznámila překročení hranice 5000 laviček. Podle informace na webu společnosti AD-Net k lednu 2017 síť jejich laviček zasahuje do 200 měst České republiky (v mapě na webu je však vyznačeno jen cca 130 obcí) a sestává z více než 5000 kusů laviček. Mezi významněji obsazená města (34 měst s více než 10 lavičkami) patří Praha (2513 ploch, analýza IPR uvádí v Praze 2532 laviček, z toho 50 v Pražské památkové rezervaci mimo obvod Praha 1, kde se nenacházejí), Ostrava (327 ploch), Plzeň (211 ploch), Brno (171 ploch), Ústí nad Labem (128 ploch), Pardubice (60 ploch), Kolín (59 ploch), Most (39 ploch), Liberec (38 ploch), Poděbrady (28 ploch), Mělník (28 ploch), Tachov (27 ploch), Mariánské Lázně (27 ploch), Olomouc (24 ploch), Rakovník (24 ploch), Chrudim (18 ploch), Rychvald (17 ploch), Chlumec nad Cidlinou (17 ploch), Jablonec nad Nisou (17 ploch), Moravský Krumlov (16 ploch), Teplice (15 ploch), Duchcov (14 ploch), Lysá nad Labem (14 ploch), Hostivice (14 ploch), Louny (14 ploch), Litvínov (14 ploch), Česká Lípa (14 ploch), Kutná Hora (13 ploch), Přeštice (13 ploch), Valašské Meziříčí (12 ploch), Boskovice (12 ploch), Příbram (12 ploch), Karviná (11 ploch), Králův Dvůr (11 ploch).
Úřad městské části Praha 7 uložil 17. července 2019 společnosti AD-Net s.r.o. pokutu 100 tisíc Kč za nepovolené zvláštní užívání pozemních komunikací minimálně v období od 11. 4.  do 13. 5. 2019, odvolání magistrát zamítl a rozhodnutí městské části potvrdil Městský soud v Praze. Společnost AD-Net podala proti rozsudku městského soudu kasační stížnost, které Nejvyšší správní soud vyhověl a rozhodnutí městské části i magistrátu zrušil. Nejvyšší správní soud na rozdíl od nižšího soudu a správních orgánů dospěl k závěru, že umístění laviček není zvláštním užíváním pozemní komunikace. Nejvyšší správní soud z příkladmého výčtu vyvodil, že ustanovení zákona se týká jen věcí „stavební nebo obdobné povahy“, materiálu a obdobných věcí, což lavičky podle něj nejsou. Odůvodnění rozsudku však připouští, že neoprávněné umístění laviček by mohlo být trestáno jako neoprávněné umístění pevné překážky na pozemní komunikaci, tedy správní orgány potrestaly stěžovatelku podle nesprávné právní normy, tedy mohou zvážit, zda společnost AD-Net nespáchala jiný přestupek, než za jaký byla původně potrestána.
Hlavní město Praha v září 2019 společnosti AD-Net vypovědělo smlouvu, který se týkala 1411 laviček, což bylo zveřejněno v souvislosti s plánem umisťovat mobiliář v jednotném celopražském designu, který navrhl Institut plánování a rozvoje hl. m. Prahy.

## Ekonomická koncepce laviček zadarmo
Umisťování reklamy na lavičkách (stejně jako prakticky na jakémkoliv jiném městském mobiliáři) je jednou z technik pouličního marketingu. Na projektu AD-Net je však specifické zdánlivě bezplatné poskytnutí služby (městského mobiliáře a jeho údržby) veřejnosti, což je koncept, se kterým se v Praze i mnohde jinde prosadily i firmy Dambach a JCDecaux. Podle prezentace na webu společnosti reklamní lavička plní službu občanům bez nutnosti vynakládat veřejné finance.
Roční reklama na jedné „lavičce zadarmo“ (v Ostravě?) podle Vybíralové firmě vydělá od 12 000 do 31 200 Kč, přičemž provozovatel reklamního nosiče neplatí za tyto reklamní plochy žádné poplatky. Pořizovací cena klasické lavičky se přitom pohybuje (podle příkladů z webu urbania.cz) od 8 000 do 15 000 Kč, bez reklam, polepů a s vyšší estetikou. Jedna betonová lavička od AD-Net stojí údajně 5000 Kč.
Fakt, že lavičky jsou umisťovány primárně jako reklamní plochy, někdy vede k paradoxním usazením na místa, která nejsou pocitově zcela příjemná k posezení. Článek ostravské autorky převzatý z jejího blogu klade otázku, jestli „tohoto bezplatného dobra není někde až moc“ a konstatuje, že lavička zadarmo představuje provizorium a v žádném případě to není a nesmí představovat standard městského mobiliáře, přičemž města ani obce by tímto způsobem neměla obcházet povinnost správce veřejných prostranství.
Koncem roku 2008 se vyostřil spor městské části Praha 8 se společností AD-Net. Ta v listopadu 2008 nechala z městské části odstranit všech asi 250 svých laviček. Městská část odmítla spor ve správním řízení komentovat s poukazem na mlčenlivost v daňovém řízení. Městská část však dementovala obsah letáčků, které byly rozvěšeny po Praze 8 a které ji obviňovaly, že společnosti AD-Net navýšila místní poplatky za zábor veřejného prostranství, k čemuž je však oprávněno pouze zastupitelstvo hlavního města formou vyhlášky hlavního města Prahy. Majitel a ředitel společnosti AD-Net Dušan Harok však tvrdil, že ze strany městské části bylo desetinásobně navýšeno nájemné (z 1 Kč za lavici a den na 10 Kč za lavici a den), přičemž toto rozhodnutí městské části, které bylo reakcí na žádost ze 4. července 2008 o snížení poplatku, bylo společnosti doručeno až 5. listopadu 2008. Zároveň se přiznal k autorství zmíněného letáku, který společnost AD-Net vypracovala proto, aby dělníci odstraňující lavičky nemuseli neustále odpovídat na dotazy nespokojených občanů, avšak nikam jej prý nevylepovala. Městská část odůvodnila svůj postup stanoviskem Úřadu pro ochranu hospodářské soutěže z roku 2008, podle nějž by snížení nebo prominutí poplatku bylo nedovoleným poskytnutím veřejné podpory.
V Karlových Varech byl prostor pro lavičky v usnesení rady města označen nikoliv za zábor veřejného prostranství, ale za pronajaté plochy, přičemž město schválilo 1. dubna 2003 pro tento účel výjimku z vlastního předpisu ze dne 6. 12. 2001, dle něhož se stanovuje roční nájemné pro reklamní, firemní, směrová, informační zařízení a výlepové plakátovací plochy a schválilo nájemné 1 Kč za lavičku a den.
Na železničních nástupištích se objevilo postupně (údajně od roku 1996) cca 700 laviček AD-Net na základě smlouvy AD-Net se společností RailReklam. Kolem září 2007 jich byla zhruba polovina odvezena a cestující si údajně na mizení laviček stěžovali, ze zbývajících byla odstraněna reklama. Důvodem odvozu laviček bylo ukončení smlouvy mezi společností Railreklam a majitelem laviček AD-Net. Jednatel Railreklamu Alexandr Křížek dospěl k názoru, že podmínky smlouvy byly jednoznačně výhodné pro AD-Net. Dušan Harok se bránil konstatováním, že AD-Net platil „drahám“ korunu denně za každou lavičku, prováděl veškerou údržbu a dráhy navíc mohly využívat reklamní plochy pro svoje účely. Alexandr Křížek také AD-Net obvinil, že porušoval smlouvu, umisťoval lavičky na místa, která nebyla schválena, a umisťoval jich víc, než bylo dohodnuto. Dušan Harok se hájil tím, že o rozmístění rozhodovali jednotliví přednostové stanic, které podle iDnes.cz mnohem víc než spory mezi oběma firmami trápí to, že cestující přišli o místa k sezení. Přednostovi nádraží Praha-Libeň se nepodařilo odvozu laviček zabránit, kladenskému nádraží se podařilo vyjednat odkoupení laviček, což však Dušan Harok považuje za výjimku, kterou nechce opakovat, protože AD-Net, není prodejce, ale provozovatel. S využitím odstraněných laviček na jiných místech údajně AD-Net nemá problém. České dráhy vyčíslily, že nahrazení 700 laviček na 60 největších nádražích podobně jednoduchými lavičky by je přišlo na nejméně čtyři miliony korun, ovšem jejich požadavky ale budou pravděpodobně náročnější a výbava tím pádem dražší.

## Provedení laviček
Typicky je lavička sítě AD-Net tvořena jednoduchou mobilní (do země nezapuštěnou) konstrukcí, kterou tvoří dva jednoduché betonové stojany (nohy), spojené třemi modře natřenými dřevěnými prkny tvořícími sedací část a modře orámovanou reklamní tabulí tvořící opěradlo, popřípadě další shodnou tabulí ze zadní strany lavičky. Vlastní opěrací plochu tak tvoří papírové plakáty se stopami lepidla a vyvýšený úzký rámeček desky. V lokalitách mimo památkové zóny tento typ podle firmy AD-Net více vyhovuje místním podmínkám, zejména svou odolností vůči vandalům. Lavička je třímístná, 
7. prosince 2003 firma poprvé umístila i lavičky s litinovou konstrukcí (nohama), a to v první fází 25 laviček na Smíchově pro městskou část Praha 5. Tyto lavičky jsou dražší a lehčí, na rozdíl od betonových jsou přikotveny do země, nabízeny jsou do historických center měst.
Institut plánování a rozvoje hl. m. Prahy ve svém dokumentu Analýza současného stavu pražského mobiliáře v Pražské památkové rezervaci z roku 2016 uvádí, že v mapovaných částech památkové rezervace a nejbližším okolí bylo prozatím nalezeno celkem 60 typů laviček a lavic. Hodnocení dvou typů laviček AD-Net (betonového a litinového) uvádí analýza hned na prvních dvou místech, pod označeními L01 lavička reklamní betonová a L02 lavička reklamní kovová.
Oba tyto typy IPR hodnotí symbolem nejhoršího hodnocení: „nevhodný typ mobiliáře určený k postupnému odstranění a nahrazení prvkem vybraným v soutěži“. Provedení konstrukce hodnotí jako stabilní a bytelné, ergonomické provedení však jako nekvalitní, protože plakátovací plocha nevyhovuje pohodlnému opření. Opěrátka se velmi rychle špiní, trhají a podléhají degradaci počasím i vandalismem. Betonový podstavec je trvanlivý, ale jeho vzhled velmi rychle degraduje vlivem počasí, psí moči atd. Litinový podstavec hodnotí IPR jako subtilní, ovšem rovněž zaujímá stanovisko, že jeho vzhled velmi rychle degraduje a kov koroduje.